# 贡诺斯法纳迪加
贡诺斯法纳迪加（義大利語：Gonnosfanadiga），是意大利撒丁大区南撒丁省的一个市镇。总面积125.23平方公里，人口6950人，人口密度55.5人/平方公里（2009年）。ISTAT代码为106007。